# Max Trapp
Pour les articles homonymes, voir Trapp (homonymie).
Max Trapp ou Hermann Emile Alfred Max Trapp, né à Berlin le 1er novembre 1887 et mort à Berlin le 29 mai 1971, est un compositeur et pédagogue allemand.

## Biographie
Trapp est né à Berlin et est entré à la Berlin Hochschule für Musik (actuellement Université des arts de Berlin) où il a étudié la composition avec Paul Juon et le piano avec Ernő Dohnányi. Après la fin de ses études, il n'a pas trouvé d'emploi régulier et a travaillé comme pianiste itinérant. Cependant en 1920, il a obtenu un poste d'assistant au conservatoire de Berlin, y devenant professeur en 1926. Parmi ses élèves les plus connus, on trouve Josef Tal, Saburō Moroi et Günter Raphael.
Entre 1926 et 1930, Trapp a tenu une master class de composition au conservatoire de musique de Dortmund. En juin 1933, Trapp a rejoint le mouvement National Socialiste par un "Appel aux créateurs" (Appell an die Schaffenden). En 1934, il démissionne du conservatoire de Berlin et devient directeur d'une classe de composition à l'Académie des Arts de Berlin (depuis fusionnée avec l'Université des Arts). Là dans les années 1936-9, il a eu comme élève Sophie-Carmen Eckhardt-Gramatté. En 1940, Trapp reçoit le prix national de composition. De 1950 à 1953, il a été enseignant au Städtisches Konservatorium de Berlin.
Il est décédé à l'âge de 83 ans à Berlin.

## Œuvres
Fortement influencé par Richard Strauss et Max Reger, Trapp a composé des œuvres pour orchestre, de musique de chambre et pour le piano, dont sept symphonies, ainsi que de la musique chorale et de musique de scène. Alors que sa musique a été très jouée durant les années 1940, elle est rarement jouée depuis.

### Musique symphonique
- Symphonie n° 1 en ré, opus 8, non publiée;
- Symphonie n° 2 en si mineur, opus 15;
- Symphonie n° 3, opus 20, non publiée, ca. 1925;
- Symphonie n° 4 en si bémol mineur, opus 24, 1928;
- Symphonie n° 5 en fa, op. 33, 1937;
- Symphonie n° 6 en si bémol op. 45;
- Symphonie n° 7 en la majeur, op. 55 (non publiée)
- Concerto pour orchestre n° 1, 1934
- Concerto pour orchestre n° 2, 1940
- Concerto pour orchestre n° 3, 1946
- Concerto pour violon, 1922
- Concerto pour piano, 1930
- Concerto pour violoncelle, 1935

### Musique de chambre
- 2 Quintettes avec piano
- 3 Quatuors avec piano
- Quatuor à cordes, 1935
- Sonate pour violon et piano